# Вит
Вит (болг. Вит, в античності відома як Ут, лат. Utus) — річка на півночі Болгарії, права притока Дунаю. Має довжину 189 км та площу басейну 3 220 км².
Утворюється злиттям річок Білий Вит (Бели Вит) та Чорний Вит (Черни Вит), які беруть початок у болгарській частині Старої Планини. Витоком Виту при цьому прийнято вважати витік Білого Виту, розташований на висоті 2 030 м над рівнем моря. Пролягає виключно територією Болгарії, впадає у Дунай біля села Сомовит.
Головне місто, розташоване на річці — Тетевен.

## Притоки
Найбільші притоки:
- Каменська река;
- Калник;
- Тучениця.